# La Fonte ardennaise
La Fonte ardennaise est une entreprise française dont le siège social est basé à Vivier-au-Court dans le département des Ardennes. Fondée en 1927 par Émile Grosdidier, son domaine d'activité principal est la fonderie de fonte, d'aluminium et d'alliages de cuivre. Elle propose également l'ajout de valeur ajoutée comme l'usinage, la peinture, l'assemblage, etc.  

## Histoire
La Fonte Ardennaise est la première fonderie de fonte indépendante de France. Le groupe est également premier fondeur européen indépendant de sous-traitance.

### Dates importantes
- 1927 :  Émile Grosdidier crée sa fonderie en employant 6 à 8 personnes
- 1968 :  Martial Grosdidier devient PDG de la fonderie, et son frère, Gérard prend les fonctions de DG et développe un service commercial original et plus proche du client.
- 1969 :  Martial Grosdidier choisit l'option du moulage vertical à haute pression sans châssis (DISAMATIC).
- 1973 :  Gérard Grosdidier dirige la société.
- 1975 :  Rachat des anciennes fonderies Ricat - Grisard à Vrigne-aux-Bois.
- 1978 :  Lancement d'un service export.
- 84-85 :  Reprise des établissements Toussaint à Haybes et de la fonderie Dumas à Vivier-au-Court.
- 1987 :  Ouverture d'une antenne commerciale à Cologne.
- 1990 :  Le site FA2, spécialisé dans l'usinage, est inauguré par Jacques Sourdille.
- 1994 :  Développement du service commercial et orientation vers le marché américain.
- 1997 :  Acquisition du site d'usinage, SED à La Flèche (Sarthe) et démarrage de Ceva Technologies (plasturgie) à Vivier au Court.
- Fin 1997, La Fonte Ardennaise, avec plus de 800 personnes, réalise un CA de 450 millions de francs
- 1998 :  Entrée dans le secteur automobile
- 2000 :  Transformation de la société, mise en place d'un Conseil de Surveillance et d'un Directoire.
- 2003 :  Obtention de la norme ISO 14001.
- 2005 :  Certification TS 16949.
- 2006 :  Intégration de la société AFC à Redon (Ille-et-Vilaine), spécialiste des pièces de sécurité en fonte nodulaire.
- 2008 :  Lancement de la sociéte Mecafor, site d'usinage en Serbie.
- 2012 :  Mise en service de LFA Espagne à Séville, ex-Caetano, à la suite de son rachat en 2011.
- 2022 :  Intégration de la société Socometa, fonderie d'aluminium et d'alliages de cuivre à Confolens.

## Chiffres clés

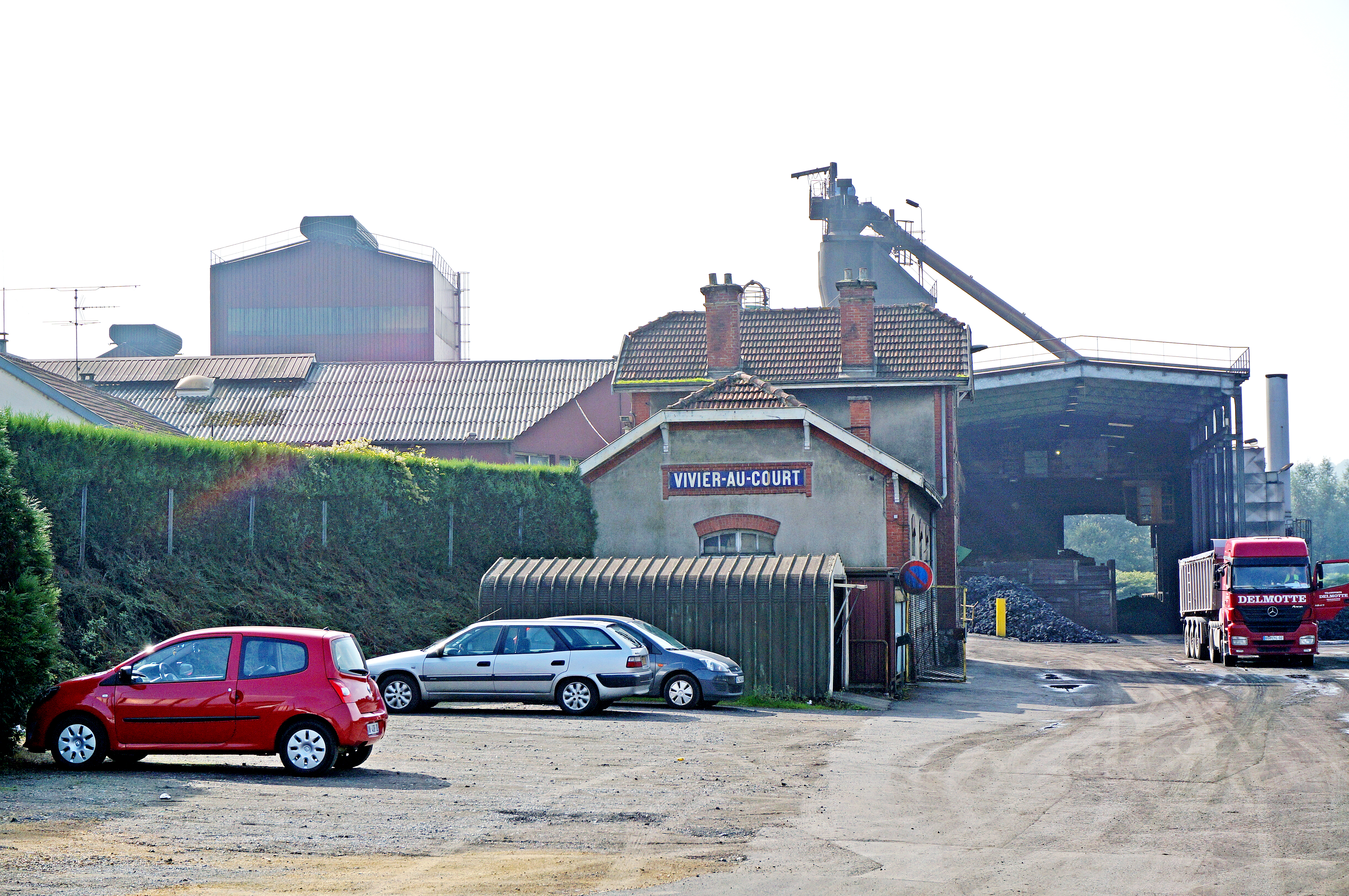
Le site de l'ancienne gare de Vivier-au-Court.

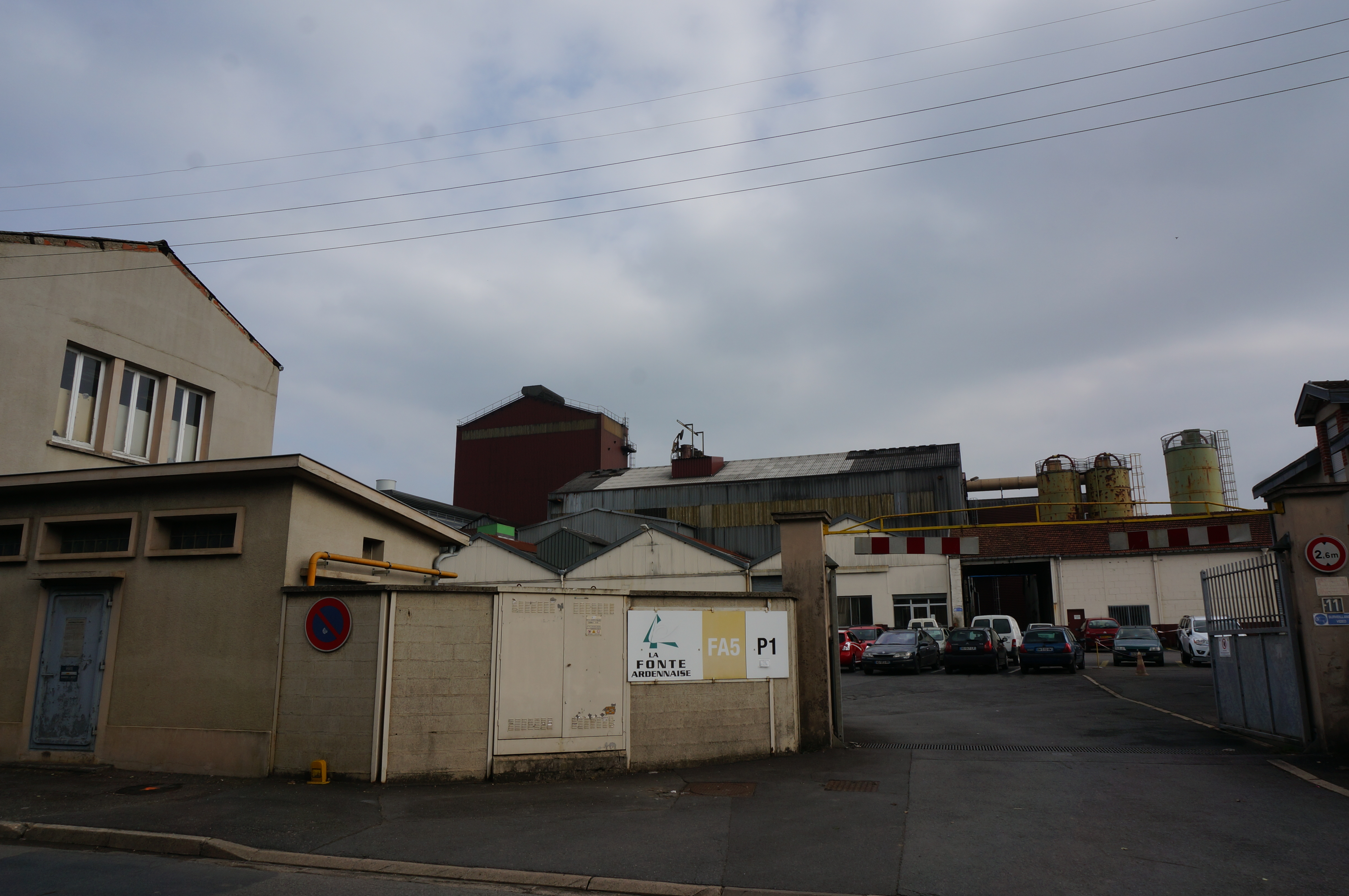
Autre site à Vivier-au-Court.

- Le groupe compte 5 fonderies de fonte, 1 fonderie d'aluminium et d'alliages cuivreux, 2 unités de traitement de surface (Apprêt hydrosoluble, cataphorèse, poudre Epoxy), 4 unités d'usinage et 4 unités d'assemblage.
- Capacité de production en fonderie : 110 000 Tonnes.
- Moyens de production en usinage : 140 machines à commande numérique.

### Éléments financiers
Exercices clos le [réf. nécessaire]:
- 31/12/2012 : Chiffre d'affaires =  110 719 000 €, E.B.E. =       , Résultat net =   304 000 €
- 31/12/2009 : Chiffre d'affaires =  74 355 803 €, E.B.E. =       , Résultat net =   102 494 €
- 31/12/2008 : Chiffre d'affaires = 114 005 405 €, E.B.E. =       , Résultat net = 1 055 733 €
- 31/12/2007 : Chiffre d'affaires = 109 921 398 €, E.B.E. = 7,78 %, Résultat net = 1 763 990 €.
- 31/12/2006 : Chiffre d'affaires = 102 476 193 €, E.B.E. = 7,51 %, Résultat net = 1 827 364 €.
- 31/12/2005 : Chiffre d'affaires = 094 691 505 €, E.B.E. = 6,72 %, Résultat net = 0 990 122 €.

## Le groupe
Le groupe LFA compte huit sociétés: La Fonte Ardennaise (possédant les sites FA1 à FA6 dans les Ardennes), Fondatex, SED à La Flèche, Ceva Technologies à Vrigne-aux-Bois, AFC à Redon, LFA España à Séville, Mecafor à Kikinda et Socométa à Confolens.
- Six sites de production dans le département des Ardennes : cinq à Vivier-au-Court et Vrigne-aux-Bois et un à Haybes.
- Le groupe investit environ 5,5 % de son chiffre d'affaires (61 millions d'euros lors de la dernière décennie)

### Gamme de métiers
- Fonderie de fonte grise, GS et SiMo,
- Fonderie d'aluminium et d'alliages de cuivre,
- Usinage, montage, opérations diverses,
- Mécanique générale,
- Logistique,
- Plasturgie,
- Commerce international (Fondatex).

## Secteurs d'activité
Neuf secteurs stratégiques
- Automobile,
- Véhicules industriels,
- Transmissions,
- Pompes et robinetteries,
- Chauffage,
- Compresseurs,
- Biens d'équipements,
- Travaux publics,
- Machines agricoles.